# Андрей Седых
Андре́й Седы́х (настоящее имя — Яков Моисеевич Цвибак; 14 августа 1902, Феодосия — 8 января 1994, Нью-Йорк) — русский литератор, деятель эмиграции, журналист, автор мемуаров, один из признанных летописцев истории русского Рассеянья, личный секретарь Ивана Бунина. Главный редактор газеты «Новое русское слово».

## Ранний этап биографии
Родился в еврейской семье; его отец — Моисей Ефимович Цвибак — был владельцем магазина игрушек на Итальянской улице в Феодосии, биржевым маклером и журналистом, редактором «Бюллетеня Феодосийской биржи» (1910—1913), членом правления еврейской общины города. Дядя был владельцем известной в городе типографии Адольфа Ефимовича Цвибака.
Окончил гимназию в Феодосии. В 1918 году был членом редколлегии общественно-литературного журнала «Мы» (органа феодосийского «Дома Юношества»). В 1919 году нанялся матросом на пароход, который следовал в Болгарию. Через некоторое время вместе с семьёй попал в Стамбул, где полгода продавал газеты. В начале ноября 1920 года перебрался в Италию, а затем во Францию, где обратил на себя внимание бывшего министра Михаила Фёдорова, который курировал дела русских студентов-мигрантов.

## Начало журналистской работы
Михаил Фёдоров направил Якова Цвибака в Школу политических наук, действовавшую при Парижском университете. Цвибак окончил её в 1926 году. Ещё раньше, в 1922 году, устроился на журналистскую работу в «Последние новости», тогда же родился на свет псевдоним Андрей Седых.
В 1924 году был посвящён в масоны в парижской ложе «Фивы» Великого востока Франции, членами которой были многие русские эмигранты. В 1925 году присоединился к русской ложе «Северная звезда», а в 1932 году к другой русской ложе — «Свободная Россия».
В 1925 году Яков Цвибак работал парламентским корреспондентом «Последних новостей», получив официальный пропуск во французскую Ассамблею. Он довольно подробно следит за громкими политическими процессами третьего десятилетия XX века, в числе которых фигурирует дело о похищении российского генерала от инфантерии Александра Кутепова. Другое политическое дело подобного рода, чрезвычайно занимавшее Цвибака-журналиста, было нашумевшее похищение следующего после Кутепова председателя РОВС, также генерала от инфантерии Евгения Миллера. Читатели европейского русского зарубежья узнавали об этих скандальных происшествиях по публикациям Цвибака.
Уже занимая должность корреспондента «парламентского пула», оперативно освещая и обозревая заседания ассамблеи, Андрей Седых получает заманчивое предложение из Латвии занять престижную должность внештатного корреспондента рижской русскоязычной газеты «Сегодня». Её руководство в середине 1920-х годов (главные редакторы Яков Брамс и Максим Ганфман) интенсивно занимается «поиском талантов» по всем уголкам русской эмигрантской Европы. Так начиналась полноценная публицистическая карьера Андрея Седых. К тому же через короткое время он получает новое приглашение на работу корреспондентом в другое русскоязычное издание зарубежья, «Новое русское слово», консолидировавшее эмигрантские круги в Нью-Йорке, с которым впоследствии тесно связывает свою судьбу. Наконец, в конце 1920-х Андрей Седых избирается членом редколлегии парижских «Последних новостей».

## Литературные опыты
Все очерки и репортажи, написанные Седых для крупнейших эмигрантских печатных изданий, вряд ли можно причислить к соответствовавшим жанровому канону политического обзора, как от него формально требовало избранное для него публицистическое амплуа. Можно говорить о тенденции к беллетризации в публикациях, которая отчётливо наметилась к концу 1920-х годов. В 1925 году Андрей Седых пока ещё под своей настоящей фамилией издаёт свой первый сборник эссе под общим названием «Старый Париж», который выдержан в бытописательно-ностальгическом ключе. Фактически в этой книге, базирующейся на путеводительском нарративе, представлена подробная и увлекательная летопись тысячелетнего Парижа, в котором детально выписаны узкие переулки и центральные районы; его история подана через призму общечеловеческих отношений, его душа живёт в душах населяющих его людей.
Через некоторое время, в 1928 году выходит второй сборник Цвибака под названием «Париж ночью», предисловие к которому написал Александр Куприн. Книга вскоре обрела довольно скандальную репутацию, поскольку в ней дотошно исследуется быт проституток и ночных притонов послевоенной французской столицы (как отчасти можно судить и по названию произведения). На факт издания такого «скабрёзного» произведения прямое влияние оказал сам Куприн, уговоривший Андрея Седых дать книге возможность увидеть свет.
Только в 1930 году Цвибак окончательно начинает публиковаться под псевдонимом. Именно на рубеже десятилетий на него обращает внимание русская писательская среда зарубежья, в частности, хвалебные отзывы о его литературном творчестве дали такие знаковые фигуры как Марк Алданов и Тэффи. Алексей Ремизов и Иван Бунин завязывают очное знакомство с молодым автором. К Андрею Седых довольно тепло относится Павел Милюков, который покровительствовал начинающему литератору. Впоследствии Седых искренне выражал ему глубокую благодарность за столь необходимый в писательской эмигрантской среде патронаж: «…Я ему очень благодарен за это. Я считал себя его учеником, он научил меня быть журналистом».
В 1932 году Цвибак оформляет своё членство в масонской ложе «Свободная Россия». Сама ложа была создана в предыдущем, 1931 году во Франции, а в 1940 году была переименована в «Вехи». В этом же году состоялась свадьба Андрея Седых с актрисой Евгенией (Лис) Липовской, которую также отличали незаурядные вокальные данные. Они были вместе до её смерти в 1988 году.
Ярко выраженная ностальгическая окраска характеризует его сборник рассказов «Там где была Россия», который был выпущен в Париже в 1931 году. В книге описываются подробности визита в Латвию 1929 года. Следующее важное издание состоялось в 1933 году — сборник рассказов «Люди за бортом», отчасти выдержанный в тематике русской эмигрантской прозы Парижа. В этом сборнике на суд читателя была представлена картина повседневной жизни низов русской эмиграции. После выхода в свет этой книги, которую отличает компактная яркость сюжетных линий и выписанных характеров, Бунин окончательно поверил в незаурядный литературный дар Андрея Седых, и в 1933 году предложил стать его личным литературным секретарём.

## Работа с Буниным

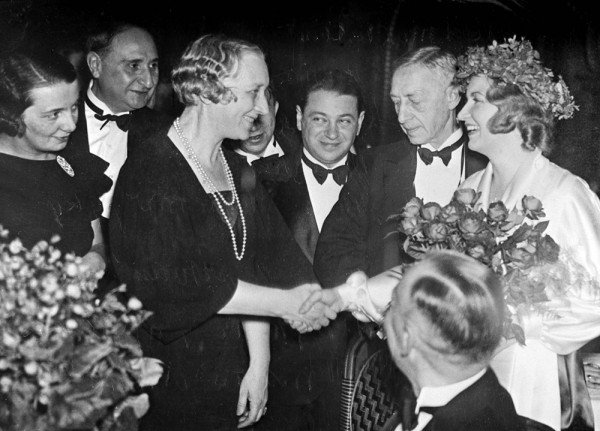
Слева направо: Г. Н. Кузнецова, И. Троцкий, В. Н. Бунина, Андрей Седых, И. А. Бунин. На церемонии вручения Нобелевской премии. Стокгольм, 1933

Именно Андрей Седых сопровождал Ивана Бунина в Стокгольм на церемонии вручения ему Нобелевской премии по литературе. Он добросовестно исполнял обязанности секретаря, неся ответственность за организацию гостиничных номеров, интервью, то есть стопроцентно регламентировал время и пространство Ивана Алексеевича. Помимо этого практически каждый вечер Седых проделывал кропотливую работу — читал письма, приходившие к Бунину со всех континентов, создавал ответы на них, а также ставил автографы вместо писателя там, где это требовалось. Один Бунин физически не мог проделать такой колоссальный труд, тем более испытывая ограничения во времени, поэтому Седых из своего дома мчался в отель «Мажестик», в котором остановился Бунин после вручения премии и несколько часов напряжённо работал с корреспонденцией благодарных читателей, а также без устали встречал посетителей, поклонников творчества писателя. По этой причине у Андрея Седых в личном архиве скопилось более ста писем Бунина, а также образцы корреспонденции некоторых известных литераторов русского зарубежья, из которых можно отметить Марка Алданова, Дмитрия Мережковского и Куприна. Впоследствии вся эта обширная коллекция была передана хранителем в библиотеку Йельского университета.
Поездку Андрея Седых с Буниным в Стокгольм зло высмеяли И. Ильф и Е. Петров в своём фельетоне «Россия-Го»:
Вместе с лауреатом в Стокгольм отправился специальный корреспондент «Последних новостей» Андрей Седых.
О, этот умел радоваться!
Международный вагон, в котором они ехали, отель, где они остановились, белая наколка горничной, новый фрак Бунина и новые носки самого Седых были описаны с восторженностью, которая приобретается только полной потерей человеческого достоинства. Подробно перечислялось, что ели и когда ели. А как был описан поклон, который лауреат отвесил королю при получении от него премиального чека на восемьсот тысяч франков! По словам Седых, никто из увенчанных тут же физиков и химиков не сумел отвесить королю такого благородного и глубокого поклона.

И снова — что ели, какие ощущения при этом испытывали, где ели даром и где приходилось платить, и как лауреат, уплатив где-то за сандвичи, съеденные при деятельном участии специального корреспондента «Последних новостей», печально воскликнул: «Жизнь хороша, но очень дорога!»

## Эмиграция в США
В 1941 году Андрей Седых вынужденно покинул оккупированную Францию. Тогда же начался чрезвычайно насыщенный заокеанский период его литературного и публицистического творчества. С первых же дней своего прибытия в Нью-Йорк зимой 1942 года Андрея Седых приняли в штат газеты «Новое русское слово». Седых совершенно не знает английского, однако вскоре (уже через три дня после приезда) начинает успешно отправлять телеграммы в редакцию. Параллельно с деятельностью на должности постоянного корреспондента Седых устраивается на работу агентом в одну из нью-йоркских страховых компаний.
Склонность к мемуаризации различных биографических этапов побудила корреспондента создать книгу воспоминаний о недавнем прошлом, которая была издана в Нью-Йорке в 1942 году и получила название «Дорога через океан». В ней Андрей Седых продемонстрировал литературные качества яркого и скрупулёзного беллетриста, сочно и со вкусом описав своё странствие через океан и подробности своего вынужденного отъезда из Франции.

## Продолжение литературной деятельности
В 1948 году выходит книга «Звездочёты с Босфора», по поводу которой мэтр русской литературы Иван Бунин не мог не высказаться в следующей тональности: «Это хорошая книга, вы должны писать, из вас выработается хороший писатель, если вас не убьёт журналист». В книге можно отметить некоторую автобиографичность ряда рассказов («Незабвенный друг», «Звездочёты с Босфора», «Сосед с версальского авеню»), в которых особенно актуализируется ностальгическое чувство автора, не забывшего родину, которую он покинул семнадцатилетним юношей.
В 1951 году в Нью-Йорке выходит его книга «Сумасшедший шарманщик», а в 1955 — роман «Только о людях». В этих текстах отчётливо проявляется зрелость писателя, его становление в ипостаси писателя не столько беллетристико-новеллистического, сколько романно-эпического склада. С большим трепетом Седых относился к борьбе за независимость молодого государства Израиль, тщательно отслеживал противоречивые события по новостной сводке, откликался на них в своих публикациях.
В начале 1960-х Седых опубликовал большую книгу мемуаров «Далёкие, близкие» (1962 год), в которой подробно описал свои встречи с деятелями искусства русского зарубежья, особо отметив своего близкого друга Фёдора Шаляпина, увлекательные рассказы которого тщательно фиксировал на бумаге ещё в 20-е — 30-е годы. Он описал также свои встречи с писателем-сатириком Доном Аминадо, поэтами Максимилианом Волошиным и Осипом Мандельштамом, Довидом Кнутом, композиторами Сергеем Рахманиновым и Александром Глазуновым, живописцем Константином Коровиным. В книге живо и красочно представлены около двух десятков встреч; книга представляет собой своего рода летопись русского эмигрантского мира через призму личных встреч с героями повествования. Через два года выходит другая мемуарно-ностальгическая книга «Замело тебя снегом, Россия» (1964 год), в которой чувствуются пронзительно-печальные настроения, которые с годами только острее и нестерпимее дают о себе знать. В своих во многом философских статьях Седых признаёт большую роль русской интеллигенции еврейского происхождения в периодике зарубежья, роли которой он уделяет много внимания.

## Отношение к Израилю
Ещё во второй половине 1940-х годов стал активистом различных еврейских общественных организаций. В 1947—1950 гг. член американо-европейского комитета «Юнайтид Джуиш Аппил», в 1949 г. заведующий пропагандой и информацией русского комитета этого общества. С 1948 г. член правления Общества европейских друзей ОРТа в Нью-Йорке. В 1956 директор правления, в 1968 председатель Исполнительного комитета Общества американо-европейских друзей ОРТа.
В 1960-е годы Андрей Седых часто бывает в Израиле, а впечатления от визитов он излагает в книге «Земля обетованная», вышедшей в свет в 1962 году; она преисполнена беллетризированной аналитикой и выражает авторское отношение к взрослению Эрец-Исраиля, при этом читатель ощущает определённую парадоксальную горечь от чтения произведений человека, у которого есть две родины (Россия и Израиль), но он как бы одинаково далёк от обеих. Автор, нарратив которого характеризуют едва уловимые обертоны вековой еврейской скорби, представляет свой глубокий, оригинальный взгляд на историю этого региона, органично вкраплённого в мировой исторический контекст.

## Главный редактор
В 1973 году Андрей Седых становится главным редактором газеты «Новое русское слово», сменив на этом посту умершего Марка Вейнбаума. Репутация этой газеты за период корреспондентства Седых (с середины 1940-х годов, когда Седых переселился в Нью-Йорк) была значительно поднята.
В 1977 году выходит сборник «Крымские рассказы», посвящённый детству автора. Особо пронзительными считаются рассказы «Мальчик Яша», проникнутый драматическим автобиографизмом, а также «Колесо фортуны» и «Пурим».
В 1982 году в честь восьмидесятилетия Андрея Седых редакция приготовила имениннику сюрприз, издав сборник «Три юбилея Андрея Седых». Этот сборник по существу является альманахом литераторов русского зарубежья разных волн эмиграции.
Андрей Седых скончался зимой 1994 года в Нью-Йорке, став к моменту своей смерти живой историей во всех смыслах слова. Вся его литературная жизнь характеризуется тягой к Родине, которую ему так и не удалось посетить по-настоящему после 1919 года.
Седых умеет ясно и выпукло выражать свои повседневные наблюдения и переживания в форме небольшого рассказа. Частое использование диалогов, в которых он стремится передать языковые особенности нерусских народов (напр., крымских татар), сообщает его прозе живость и местный колорит. Темы он берёт и из каждодневности, и из воспоминаний, чётко вырисовывая людей, природу и атмосферу времени.
Похоронен на еврейском кладбище Бет-Эл, Парамес, штат Нью-Джерси (блок 5, секция «одесситы», ряд 15, могила 7).

## Сочинения
- Старый Париж. Paris, 1925.
- Монмартр. Paris, 1927.
- Париж ночью. Paris, 1928.
- Там, где жили короли. Paris, 1928.
- Там, где была Россия. Paris, 1931.
- Люди за бортом. Paris, 1933.
- Дорога через океан. New York, 1942.
- Звездочёты с Босфора. New York, 1948.
- Сумасшедший шарманщик. New York, 1951.
- Только о людях. New York, 1955.
- Далёкие, близкие. Лит. портреты. New York, 1962, 2-е изд. — 1979.
- Земля Обетованная. New York, 1962.
- Замело тебя снегом, Россия. New York, 1964.
- Иерусалим, имя радостное. New York, 1969.
- Крымские рассказы. New York, 1977.
- Пути-дороги. New York, 1980.
- Далёкие, близкие. — М.: Московский рабочий, 1995.